# Колонны Ашоки
Колонны (столпы) Ашоки — каменные монументы в форме отдельно стоящего вертикального столба, установленные в середине III века до н. э. по приказу индийского царя Ашоки в ключевых центрах державы Маурьев. 
Надписи на колоннах, выполненные на брахми и расшифрованные Дж. Принсепом в 1837 году, являются древнейшими примерами индийской письменности. На вершинах колонн изначально были размещены скульптурные группы с изображениями священных животных. Также их украшали изображения колеса дхармы и свастики.
Колонны делятся на малые и большие; последние имеют 12—15 метров в высоту и весят около 50 тонн. Колонны устанавливались в людных местах, иногда удалённых на сотни миль от того места, где их изготовили. Рядом с каждым монументом стоял служитель, разъяснявший смысл надписи неграмотному населению. Установка таких колонн была эффективным средством государственной пропаганды. 
Колонны Ашоки стали предметом подражания для последующих индийских правителей (см. колонна Гелиодора, железная колонна). За пределами Индии их копировал в XIII веке сиамский царь Менграй.
Поскольку мусульманские правители Индии систематически уничтожали изваяния животных, до нашего времени дошли фрагменты только 19 колонн и только шесть скульптурных групп. Очевидно, в древности их было гораздо больше. Поваленные колонны были реконструированы в XIX веке британскими колониальными властями.
Лучше других наверший сохранилась т. н. львиная капитель Ашоки в Сарнатхе, чьё стилизованное изображение было объявлено в 1950 году национальной эмблемой Индии. Эту капитель обнаружил в 1851 году британский археолог А. Каннингем, которому принадлежит также честь открытия колонны в Санчи.
Иератические изображения животных на колоннах отмечены влиянием искусства Ахеменидов. Это наиболее древние шедевры индийской скульптуры. К настоящему времени они перенесены в музеи, а на колоннах их заместили копии.